# Kepler-22b
Kepler-22b – planeta pozasłoneczna odkryta przez Kosmiczny Teleskop Keplera (TKK) znajdująca się w ekosferze gwiazdy podobnej do Słońca. Planeta ma średnicę 2,4 razy większą od średnicy Ziemi i znajduje się ok. 600 lat świetlnych od Układu Słonecznego w gwiazdozbiorze Łabędzia. Jej masa ani gęstość nie są znane, nie jest zatem wiadome, czy przypomina ona budową skalistą Ziemię. Obiega gwiazdę Kepler-22 w czasie 290 dni.
Jest to pierwsza planeta odkryta przez TKK, która krąży w ekosferze. Została odkryta w trzecim dniu działalności TKK w 2009 roku, kiedy zaobserwowano pierwszy tranzyt przed tarczą jej gwiazdy. Po dokonaniu dodatkowych obserwacji, odkrycie zostało ogłoszone 5 grudnia 2011 roku.
Planeta krąży po orbicie o promieniu o 15% mniejszym niż Ziemia, ale jej gwiazda emituje o 25% mniej światła niż Słońce. Nie wiadomo jeszcze, czy planeta posiada atmosferę, jeżeli jej nie posiada, to średnia temperatura powierzchni wynosi ok. -11 °C, a jeżeli ją posiada, to dzięki efektowi cieplarnianemu o natężeniu podobnym do ziemskiego jej temperatura może wynosić do 22 °C. Jeżeli natężenie efektu cieplarnianego jest podobne do tego na Wenus, temperatura może sięgać 460 °C.